# Mariano Rumor
Mariano Rumor (16. června 1915 – 22. ledna 1990) byl italský křesťanskodemokratický politik. V letech 1968–1970 a 1973–1974 byl premiérem Itálie. V letech 1959–1963 byl ministrem zemědělství, 1963 a 1972–1973 ministrem vnitra, 1974–1976 ministrem zahraničních věcí. Byl představitelem Křesťanskodemokratické strany (Democrazia Cristiana), kterou vedl v letech 1964–1969.
Roku 1973 se stal obětí atentátu. Pachatelem byl Gianfranco Bertoli, který se označoval za anarchistu. Rumor bombový útok přežil, na rozdíl od čtyřech dalších lidí.